# Camille Bened
Camille Bened, née le 6 septembre 2000 à Évian-les-Bains, est une biathlète française.

## Parcours sportif
Durant sa carrière internationale en junior, elle est sacrée quatre fois championne du monde de relais avec l'équipe de France entre 2018 et 2021. En 2021, elle obtient également son seul titre individuel en remportant la médaille d'or de l'individuel, tandis qu'elle échoue au pied du podium sur le sprint et la poursuite.
Elle signe sa première victoire sur le circuit IBU Cup en s'imposant sur le sprint de Brezno-Osrblie le 14 janvier 2022.
Lors des Championnats d'Europe de biathlon 2024 à Brezno-Osrblie, elle décroche la médaille d'argent du relais mixte avec Océane Michelon, Antonin Guigonnat et Théo Guiraud-Poillot.
Elle réalise une excellente saison 2024-2025 en IBU Cup où elle joue les premiers rôles. Elle rate pourtant le coche lors des championnats d'Europe 2025 à Martell-Val Martello où elle doit compter sur le relais (en compagnie d'Amandine Mengin, Sophie Chauveau et Gilonne Guigonnat) pour remporter sa seule médaille, en argent. Sa régularité est récompensée à la fin de l'hiver : forte de neuf podiums (dont une victoire), elle remporte en effet le gros globe de cristal du classement général de l'IBU Cup 2024-2025, ainsi que les petits globes de la poursuite  et de la mass-start. Grâce à ses bons résultats, elle est invitée à participer à la dernière étape de la saison de Coupe du monde de biathlon 2024-2025 à Oslo-Holmenkollen, ce qui constitue sa première participation à ce niveau.

## Palmarès

### Coupe du monde
- Meilleur résultat individuel :  13e sur le sprint à Oslo-Holmenkollen en 2025.

 Dernière mise à jour le 21 mars 2025

#### Résultats détaillés en Coupe du monde
| Résultats détaillés en Coupe du monde | Résultats détaillés en Coupe du monde | Résultats détaillés en Coupe du monde | Résultats détaillés en Coupe du monde | Résultats détaillés en Coupe du monde | Résultats détaillés en Coupe du monde | Résultats détaillés en Coupe du monde | Résultats détaillés en Coupe du monde | Résultats détaillés en Coupe du monde | Résultats détaillés en Coupe du monde | Résultats détaillés en Coupe du monde | Résultats détaillés en Coupe du monde | Résultats détaillés en Coupe du monde | Résultats détaillés en Coupe du monde | Résultats détaillés en Coupe du monde | Résultats détaillés en Coupe du monde | Résultats détaillés en Coupe du monde | Résultats détaillés en Coupe du monde | Résultats détaillés en Coupe du monde | Résultats détaillés en Coupe du monde | Résultats détaillés en Coupe du monde | Résultats détaillés en Coupe du monde | Résultats détaillés en Coupe du monde | Résultats détaillés en Coupe du monde | Résultats détaillés en Coupe du monde | Résultats détaillés en Coupe du monde | Résultats détaillés en Coupe du monde |
| Saison                                | 1                                     | 2                                     | 3                                     | 4                                     | 5                                     | 6                                     | 7                                     | 8                                     | 9                                     | 10                                    | 11                                    | 12                                    | 13                                    | 14                                    | 15                                    | 16                                    | 17                                    | 18                                    | 19                                    | 20                                    | 21                                    | 22                                    | 23                                    | 24                                    | 25                                    | Classement                            |
| ------------------------------------- | ------------------------------------- | ------------------------------------- | ------------------------------------- | ------------------------------------- | ------------------------------------- | ------------------------------------- | ------------------------------------- | ------------------------------------- | ------------------------------------- | ------------------------------------- | ------------------------------------- | ------------------------------------- | ------------------------------------- | ------------------------------------- | ------------------------------------- | ------------------------------------- | ------------------------------------- | ------------------------------------- | ------------------------------------- | ------------------------------------- | ------------------------------------- | ------------------------------------- | ------------------------------------- | ------------------------------------- | ------------------------------------- | ------------------------------------- |
| 2024-2025                             |                                       |                                       |                                       |                                       |                                       |                                       |                                       |                                       |                                       |                                       |                                       |                                       |                                       |                                       | .                                     | .                                     | .                                     | .                                     |                                       |                                       |                                       |                                       |                                       |                                       |                                       | 52e                                   |
| 2024-2025                             | SI                                    | SP                                    | MS                                    | SP                                    | PU                                    | SP                                    | PU                                    | MS                                    | SP                                    | PU                                    | IN                                    | MS                                    | SP                                    | PU                                    | SP                                    | PU                                    | IN                                    | MS                                    | SP                                    | PU                                    | IN                                    | MS                                    | SP 13e                                | PU 15e                                | MS 16e                                | 52e                                   |

### IBU Cup
- Vainqueur du classement général en 2025.
  - Vainqueur des classements de la poursuite et de la mass-start en 2025.
- 13 podiums individuels : 2 victoires, 4 deuxièmes places et 7 troisièmes places.

 Dernière mise à jour le 14 mars 2025 

#### Podiums individuels en IBU Cup
| Podiums individuels en IBU Cup | Podiums individuels en IBU Cup | Podiums individuels en IBU Cup | Podiums individuels en IBU Cup | Podiums individuels en IBU Cup | Podiums individuels en IBU Cup |
| n°                             | Saison                         | Date                           | Lieu                           | Épreuve                        | Résultat                       |
| ------------------------------ | ------------------------------ | ------------------------------ | ------------------------------ | ------------------------------ | ------------------------------ |
| 1                              | 2020-2021                      | 16-01-2021                     | Arber                          | Sprint 7,5 km                  | Médaille de bronze             |
| 2                              | 2021-2022                      | 14-01-2022                     | Brezno-Osrblie                 | Sprint 7,5 km                  | Médaille d'or                  |
| 3                              | 2023-2024                      | 03-02-2024                     | Arber                          | Sprint 10 km                   | Médaille d'argent              |
| 4                              | 2023-2024                      | 07-03-2024                     | Obertilliach                   | Individuel 15 km               | Médaille de bronze             |
| 5                              | 2024-2025                      | 30-11-2024                     | Idre Fjäll                     | Sprint 7,5 km                  | Médaille de bronze             |
| 6                              | 2024-2025                      | 01-12-2024                     | Idre Fjäll                     | Poursuite 10 km                | Médaille de bronze             |
| 7                              | 2024-2025                      | 04-12-2024                     | Geilo                          | Individuel 15 km               | Médaille d'or                  |
| 8                              | 2024-2025                      | 21-12-2024                     | Obertilliach                   | Mass-Start 60 12,5 km          | Médaille de bronze             |
| 9                              | 2024-2025                      | 08-02-2025                     | Ridnaun-Val Ridanna            | Mass-Start 60 12,5 km          | Médaille d'argent              |
| 10                             | 2024-2025                      | 08-03-2025                     | Otepää                         | Poursuite 10 km                | Médaille d'argent              |
| 11                             | 2024-2025                      | 09-03-2025                     | Otepää                         | Mass-Start 60 12 km            | Médaille de bronze             |
| 12                             | 2024-2025                      | 12-03-2025                     | Otepää                         | Individuel court 12,5 km       | Médaille de bronze             |
| 13                             | 2024-2025                      | 14-03-2025                     | Otepää                         | Sprint 7,5 km                  | Médaille d'argent              |

### Championnats d'Europe
| Édition \ Épreuve         | Individuel | Sprint | Poursuite | Relais                           | Relais mixte                     | Relais mixte simple              |
| ------------------------- | ---------- | ------ | --------- | -------------------------------- | -------------------------------- | -------------------------------- |
| Brezno-Osrblie 2024       | 13e        | 24e    | 14e       | Épreuve inexistante à cette date | Médaille d'argent, Europe        |                                  |
| Martell-Val Martello 2025 | 16e        | 10e    | 21e       | Médaille d'argent, Europe        | Épreuve inexistante à cette date | Épreuve inexistante à cette date |

Légende :
- : deuxième place, médaille d’argent
- —: non disputée par Camille Bened

### Championnats du monde jeunes et juniors
| Mondiaux / Épreuve  | Cat.    | Individuel            | Sprint | Poursuite | Relais                |
| 2018 Otepää         | Jeunes  | 27e                   | 43e    | 31e       | Médaille d'or, Europe |
| 2019 Brezno-Osrblie | Jeunes  | 6e                    | 7e     | 12e       | Médaille d'or, Europe |
| 2020 Lenzerheide    | Juniors | 7e                    | 17e    | 5e        | Médaille d'or, Europe |
| 2021 Obertilliach   | Juniors | Médaille d'or, Europe | 4e     | 4e        | Médaille d'or, Europe |

Légende :
- : première place, médaille d'or